# Cantone di Basse-Pointe
Il cantone di Basse-Pointe è una divisione amministrativa situato nel dipartimento e regione della Martinica.

## Comuni
- Basse-Pointe